# Oficiul Național pentru Jocuri de Noroc
Oficiul Național pentru Jocuri de Noroc sau ONJN este o instituție în subordinea Ministerului Finanțelor Publice.
A fost înființat în luna aprilie 2013, prin Ordonanța de Urgenta nr. 20/2013. În acest fel Guvernul României a promovat un principiu european care permite gestionarea unică a domeniului jocurilor de noroc în România, fiind pentru prima oară când autorizarea, controlul și monitorizarea jocurilor de noroc sunt realizate de o singură instituție.Hotărârea privind organizarea și funcționarea Oficiului Național pentru Jocuri de Noroc nr. 298/2013 și Hotărârea Guvernului nr.870/2009 pentru aprobarea Normelor metodologice de aplicare a Ordonanței de urgență a Guvernului nr. 77/2009 privind organizarea și exploatarea jocurilor de noroc, permit acestei instituții să funcționeze în conformitate cu principiile comunitare în domeniul jocurilor de noroc. 

Oficiul autorizează operatorii locali de jocuri de noroc tradiționale. De asemenea, autorizează și monitorizează jocurile de noroc online care au ca destinație jucătorii romani. Principalele direcții de acțiune avute în vedere de oficiu sunt: reglementarea jocurilor de noroc tradiționale și online, implementare principiilor privind jocul responsabil, protecția consumatorilor și a grupurilor vulnerabile, aplicarea de măsuri ferme de stopare a activităților ilegale privind ordinea și securitatea publica (fraude în domeniul jocurilor de noroc, furturi de identitate și spălarea banilor).

## Licențiere
Activitățile pentru care se poate acorda licență de organizare și autorizație de exploatare sunt următoarele:
1. Jocuri tradiționale
- jocuri loto
- activități de pariuri, respectiv pentru oricare dintre activitățile de pariuri mutuale, pariuri în cotă fixă sau pariuri în contrapartidă
- activități de jocuri de noroc caracteristice cazinourilor
- activități de jocuri de noroc caracteristice cluburilor de poker
- activități de tip slot-machine, desfășurate prin intermediul aparatelor electronice cu câștiguri sau prin intermediul aparatelor electronice atribuitoare de câștiguri cu risc limitat
- activități de bingo desfășurate în săli de joc
- activități de bingo organizate prin intermediul sistemelor rețelelor de televiziune
- activități de jocuri de noroc temporare, respectiv activități de jocuri de noroc caracteristice cazinourilor, jocuri de noroc de tip slot –machine ori bingo în săli, desfășurate temporar, în stațiunile turistice sau la bordul navelor de agrement, precum și activitățile de jocuri de noroc caracteristice festivalurilor de poker desfășurate în unități de cazare într-o perioadă prestabilită
- jocuri de tip tombolă

2. Jocuri la distanță:
- activități de jocuri loto
- activități de jocuri de noroc tip cazinou desfășurate la distanță, inclusiv jocuri tip slot
- pariuri în cotă fixă desfășurate la distanță
- pariuri mutuale la distanță
- pariuri în contrapartidă la distanță
- jocuri bingo și keno la distanță
- jocuri de noroc tip tombole

3. Alte activități de jocuri de noroc, jocuri noi sau combinații de activități dintre cele menționate în prezentul articol.

## Legislație
- Legea nr.124 din 29 mai 2015 privind aprobarea Ordonanței de urgență a Guvernului nr.92/2014 pentru reglementarea unor măsuri fical-bugetare și modificarea unor acte normative[3]
- Ordonanța de urgență nr.77 din 24 iunie 2009 privind organizarea și exploatarea jocurilor de noroc [4]
- Ordonanța de urgență nr.92 din 29 decembrie 2014 pentru reglementarea unor măsuri fiscal-bugetare și modificarea unor acte normative [5]
- Hotărârea de Guvern nr.298 din 29 mai 2013 privind organizarea și funcționarea Oficiului Național pentru Jocuri de Noroc și pentru modificarea Hotărârii Guvernului nr.870/2009 pentru aprobarea Normelor metodologice de aplicare a Ordonanței de urgența a Guvernului nr.77/2009 privind organizarea și exploatarea jocurilor de noroc [6]
- Ordonanța de Urgență nr.20 din 27 martie 2013 privind înființarea, organizarea și funcționarea Oficiului Național pentru Jocuri de Noroc și pentru modificarea și completarea Ordonanței de urgență a Guvernului nr.77/2009 privind organizarea și exploatarea jocurilor de noroc [7]
- Hotararea de Guvern nr.644 din 28 august 2013 pentru modificarea si completarea Normelor metodologice de aplicare a Ordonantei de Urgenta a Guvernului nr.77/2009 privind organizarea si exploatarea jocurilor de noroc, aprobate prin Hotararea de Guvern nr.870/2009.